# Prolixandromyces triandrus
Prolixandromyces triandrus är en svampart som beskrevs av Santam. 1988. Prolixandromyces triandrus ingår i släktet Prolixandromyces och familjen Laboulbeniaceae.   Inga underarter finns listade i Catalogue of Life.